# Lijst van rijksmonumenten in Helvoirt
De plaats Helvoirt telt 27 inschrijvingen in het rijksmonumentenregister. Hieronder een overzicht.
| Object                                                                                              | Oorspronkelijke functie?  | Bouwjaar                        | Architect              | Locatie                        | Coördinaten?                  | Nr.?   | Afbeelding                                   |
| --------------------------------------------------------------------------------------------------- | ------------------------- | ------------------------------- | ---------------------- | ------------------------------ | ----------------------------- | ------ | -------------------------------------------- |
| 'Wevershoeve'                                                                                       | Boerderij                 |                                 |                        | Cromvoirtseweg 2               | 51° 39' 43" NB, 5° 13' 1" OL  | 21458  | 'Wevershoeve'                                |
| Huis 'Het oude nest'                                                                                | Woonhuis                  | 18e eeuw of begin 19e eeuw      |                        | De Dijk 2                      | 51° 37' 54" NB, 5° 14' 35" OL | 21459  | Huis 'Het oude nest'                         |
| Boerderij met dwarshuis en dwarsdeel, benevens losstaande schuur van hout                           | Boerderij                 | 18e of begin 19e eeuw           |                        | Helvoirtsestraat 10            | 51° 38' 27" NB, 5° 13' 36" OL | 21462  | Meer afbeeldingen                            |
| Nederlands hervormde kerk                                                                           | Kerk en kerkonderdeel     | 15e eeuw en later               |                        | Van Grevenbroeckstraat 2       | 51° 37' 55" NB, 5° 14' 8" OL  | 21463  | Meer afbeeldingen                            |
| Toren der Nederlands-Hervormde kerk                                                                 | Kerk en kerkonderdeel     |                                 |                        | Van Grevenbroeckstraat 2 (bij) | 51° 37' 55" NB, 5° 14' 7" OL  | 21464  | Meer afbeeldingen                            |
| R.K. kerk van de H. Nicolaas                                                                        | Kerk en kerkonderdeel     | 1901-1903                       | J.H.H. van Groenendael | Kastanjelaan 14                | 51° 38' 3" NB, 5° 13' 47" OL  | 21465  | Meer afbeeldingen                            |
| Boerderij 'De putakker'                                                                             | Boerderij                 | ca. 1540                        |                        | Loonse Baan 1                  | 51° 38' 57" NB, 5° 13' 19" OL | 21466  | Meer afbeeldingen                            |
| Boerderij van het langgeveltype, onder met riet gedekt schilddak                                    | Boerderij                 | midden 19e eeuw                 |                        | Molenstraat 12                 | 51° 37' 35" NB, 5° 14' 16" OL | 21467  | Meer afbeeldingen                            |
| Boerderij van het langgeveltype onder met riet en pannen gedekt wolfdak                             | Boerderij                 | midden 19e eeuw                 |                        | Molenstraat 13                 | 51° 37' 34" NB, 5° 14' 17" OL | 21468  | Meer afbeeldingen                            |
| Boerderij onder met riet gedekt wolfdak                                                             | Boerderij                 | midden 19e eeuw                 |                        | Molenstraat 16                 | 51° 37' 32" NB, 5° 14' 15" OL | 21469  | Meer afbeeldingen                            |
| Huize marienhof                                                                                     | Kasteel, buitenplaats     | ca. 1812                        |                        | Rijksweg 16                    | 51° 37' 43" NB, 5° 14' 12" OL | 21470  | Meer afbeeldingen                            |
| Koetshuis onder schilddak met kroonlijst op consoles                                                | Opslag                    | 1804 (sluitsteen)               |                        | Torenstraat 32                 | 51° 37' 56" NB, 5° 14' 8" OL  | 21471  | Meer afbeeldingen                            |
| Dorpswoning                                                                                         | Woonhuis                  | 18e of vroeg 19e eeuw           |                        | Torenstraat 34                 | 51° 37' 54" NB, 5° 14' 9" OL  | 21472  | Meer afbeeldingen                            |
| Raadhuis                                                                                            | Bestuursgebouw en onderdl | 1700-1800                       |                        | Torenstraat 42                 | 51° 37' 52" NB, 5° 14' 10" OL | 21473  | Meer afbeeldingen                            |
| Huis jachtlust                                                                                      | Woonhuis                  | 1790                            |                        | Torenstraat 45                 | 51° 37' 57" NB, 5° 14' 8" OL  | 21474  | Meer afbeeldingen                            |
| Herenhuis, wit gepleisterd, tussen puntgevels onder zadeldak, zesdelige schuiframen in empire stijl | Woonhuis                  |                                 |                        | Torenstraat 47                 | 51° 37' 56" NB, 5° 14' 9" OL  | 21475  | Meer afbeeldingen                            |
| Dorpswoning                                                                                         | Woonhuis                  | 18e of vroeg 19e eeuw           |                        | Torenstraat 49                 | 51° 37' 55" NB, 5° 14' 10" OL | 21476  | Meer afbeeldingen                            |
| Dorpswoning                                                                                         | Woonhuis                  | 18e of vroeg 19e eeuw           |                        | Torenstraat 55                 | 51° 37' 54" NB, 5° 14' 11" OL | 21477  | Meer afbeeldingen                            |
| R.K. pastorie                                                                                       | Kerkelijke dienstwoning   | 1852 (gesticht) 1978 (verbouwd) |                        | Kastanjelaan 14                | 51° 38' 5" NB, 5° 13' 49" OL  | 517025 | R.K. pastorie                                |
| Zwijnsbergen: hoofdgebouw                                                                           | Kasteel, buitenplaats     | 16e eeuw (wellicht)             |                        | Helvoirtsestraat 6             | 51° 38' 33" NB, 5° 13' 19" OL | 519546 | Meer afbeeldingen                            |
| Zwijnsbergen: parkaanleg                                                                            | Tuin, park en plantsoen   | 19e eeuw                        |                        | Helvoirtsestraat bij 6         | 51° 38' 33" NB, 5° 13' 19" OL | 519547 | Meer afbeeldingen                            |
| Zwijnsbergen: tuinpaviljoen                                                                         | Tuin, park en plantsoen   | 1847                            |                        | Helvoirtsestraat bij 6         | 51° 38' 34" NB, 5° 13' 30" OL | 519548 | Meer afbeeldingen                            |
| Zwijnsbergen: tuinmuur en kas                                                                       | Tuin, park en plantsoen   | 19e eeuw                        |                        | Helvoirtsestraat bij 6         | 51° 38' 32" NB, 5° 13' 17" OL | 519549 | Meer afbeeldingen                            |
| Zwijnsbergen: bruggen                                                                               | Tuin, park en plantsoen   | 20e eeuw                        |                        | Helvoirtsestraat bij 6         | 51° 38' 31" NB, 5° 13' 16" OL | 519550 | Meer afbeeldingen                            |
| Zwijnsbergen: tuinornamenten                                                                        | Tuin, park en plantsoen   | 18e-19e eeuw                    |                        | Helvoirtsestraat bij 6         | 51° 38' 33" NB, 5° 13' 20" OL | 519551 | Meer afbeeldingen                            |
| Woonhuis/timmerwerkplaats: woonhuis                                                                 | Woonhuis                  | 1880                            |                        | Oude Rijksweg 4                | 51° 37' 54" NB, 5° 14' 25" OL | 526064 | Woonhuis/timmerwerkplaats: woonhuis          |
| Woonhuis/timmerwerkplaats: timmer werkplaats                                                        | Nijverheid                | 1880                            |                        | Oude Rijksweg 4                | 51° 37' 53" NB, 5° 14' 25" OL | 526065 | Woonhuis/timmerwerkplaats: timmer werkplaats |